# Edius
Edius — нелинейный видеоредактор для операционной системы Windows. Пакет инструментов, используемый для обработки входного сигнала, редактирования аудио- и видеодорожек, монтажа записей, применения эффектов и переходов, наложения надписей и выполнения других действий с видео. Обладает высокой скоростью обработки и рендеринга Считается профессиональной программой и имеет хорошую репутацию у пользователей. В 2020 году неожиданно вышла новая версия программы. Её обновление связывают с растущим спросом на видео-продакшн во время пандемии, а одним из нововведений является одновременный рендеринг видео и редактирование материалов. .

## Основные характеристики
- Изменение любого сочетания SD и HD видеоконтента в режиме реального времени.
- Работа с различными видеоформатами, включая DV, HDV, AVCHD, несжатые и другие.
- GPU ускорение на 3D переходах.
- Быстрый, гибкий пользовательский интерфейс, неограниченное число видео-, аудио- и графических дорожек.
- Поддержка частичного перекодирования DV материала.
- Работа в цветовом пространстве YUV и YUVA.
- Рендеринг и создание прокси в реальном времени.
- Поддержка собственных кодеков Canopus DV, HQ, HQX и Lossless.

## Главные особенности
- Монтаж различных HD/SD, 4K, 8K форматов, включая DV, HDV, AVCHD2, AVCHD, MPEG-2, Windows Media, Mp4 и QuickTime, в реальном времени.
- Монтаж и конвертирование в реальном времени различных HD/SD форматов (16:9, 4:3 и других).
- Монтаж и конвертирование в реальном времени видео с разной кадровой частотой 60i, 60p, 50p, 50i, 25p и 24p.
- Монтаж и конвертирование в реальном времени видео с разным разрешением 8K, 4k, 2k, 1920x1080, 1440x1080, 1280x720, 720x576 и 720x480.
- HD/SD эффекты, кееры, переходы и титры в реальном времени.
- Вывод видео по DV и в более высоко качестве, в реальном времени прямо с тайм-линии.
- Возможность монтажа сразу нескольких последовательностей на одной тайм-линии.
- Высокоскоростной экспорт HDV.
- Кодирование отдельных сегментов тайм-линии ('Smart Rendering'). При поддержке MPEG and HDV, функция Segment Encoding значительно сокращает время, затрачиваемое на экспорт проекта, кодируя только отредактированные и измененные сегменты клипов.
- DVD-авторинг на тайм-линии.
- Программная утилита Quick Titler для титрования, работающая в реальном времени.

### Изменения и преобразования в реальном времени
- Различных HD/SD соотношений, например, 16:9 и 4:3.
- Различных кадров в реальном времени, например, 60i, 50i и 24p.
- Различных разрешений, таких как 4k, 2k, 1920x1080, 1440x1080, 1280x720 и 720x480.
- HD/SD эффектов, переходов, а также названий.
- Поддержка новых файловых форматов, в том числе Infinity JPEG 2000, XDCAM и XDCAM EX, P2 (DVCPRO и AVC-Интра), и GFCAM.
- Multi-камеры, редактирование до восьми различных источников одновременно.
- Высокая скорость SD HDV и MPEG-2 экспорта, построенная на двухъядерной технологии.
- Direct-to-DVD экспорт.

## Поддерживаемые форматы
- AVCHD2
- AVCHD
- Canopus HQ
- Canopus HQX
- Canopus Lossless
- Canopus DV
- DVCPRO 50
- DVCPRO HD
- HDV
- Ikegami GFCAM
- Infinity JPEG 2000
- Microsoft DV
- MPEG-1
- MPEG-2 program stream, elementary stream, transport stream (SD and HD)
- P2 (SD and HD)
- QuickTime (включая DV, DVCPRO HD)
- RED (.R3D)
- Uncompressed
- VariCam
- Windows Media
- XDCAM (SD and HD)